# Acranthera grandiflora
Acranthera grandiflora är en måreväxtart som beskrevs av Richard Henry Beddome. Acranthera grandiflora ingår i släktet Acranthera och familjen måreväxter. Inga underarter finns listade i Catalogue of Life.